# Liste der Ministerien Vanuatus

Wappen Vanuatus

Dieses ist die Liste der Ministerien von Vanuatu. 

## Ministerien
Stand August 2017
1. Ministry of Land and Natural Resources (deutsch Ministerium für Ländereien und Natürliche Ressourcen)
2. Ministry of Agriculture, Livestock, Forestry, Fisheries and Biosecurity (Ministerium für Landwirtschaft, Forstwirtschaft, Fischerei und Biosicherheit)
3. Ministry of Education & Training (Ministerium für Bildung und Training)
4. Ministry of Finance (Finanzministerium)
5. Ministry of Internal Affairs (Innenministerium)
6. Ministry of Foreign Affairs, International Cooperation and External Trade (Ministerium für Äußere Angelegenheiten, Internationale Zusammenarbeit und Außenhandel)
7. Ministry of Climate Change (Ministerium für Klimawandel)
8. Ministry of Youth & Sports Development (Ministerium für Jugend und Sportentwicklung)
9. Ministry f Justice & Community Services (Ministerium Justiz und Kommunaldienste)